# Acte de naturalisation de la princesse Sophie et de sa descendance
L’acte de la naturalisation de la très excellente princesse Sophie, électrice et duchesse douairière de Hanovre, et de la descendance de son corps est une loi du  Parlement britannique de 1705 qui s’inscrit dans la continuité de l’Acte d’établissement de 1701, où étaient déclarés successibles à la Couronne britannique l’électrice Sophie de Hanovre et sa descendance protestante.
Née à La Haye, aux Pays-Bas, la princesse Sophie n’était pas considérée comme Anglaise  bien qu’elle fût petite-fille du roi Jacques Ier. L’acte naturalise la princesse et sa descendance (d’après le titre anglais, the issue of her body, c’est-à-dire, « la descendance issue de son corps ») en citoyen anglais à condition d’être protestant. Aussi, n’importe quelle personne descendant par les hommes ou les femmes de la duchesse Sophie peut se réclamer de la « descendance issue de son corps ».
Le premier cas a été expérimenté peu de temps après la Seconde Guerre mondiale quand le prince Ernest-Auguste de Hanovre (prétendant au trône de Hanovre en tant qu’Ernest-Auguste IV) réussit à obtenir la nationalité britannique sur cette base, après une longue poursuite avec la justice du pays. De même, en 1947, le prince Frédéric de Prusse  a obtenu la citoyenneté dans selon la même revendication.
L’acte a été abrogé par le British Nationality Act 1948 d’après l’article 34 et de la partie II de l’annexe 3. Cependant, n’importe quel descendant protestant de l’électrice qui était né avant la promulgation de l’acte avait automatiquement le statut de sujet britannique, et il reste de nos jours des personnes qui peuvent prétendre à la nationalité selon l’Acte de naturalisation de 1705. Ce fut notamment le cas d’Ernest-Auguste lui-même, qui a été seulement été reconnu citoyen par les cours en 1957, plusieurs années après l’abrogation de l’Acte de naturalisation ; parce qu’il était né et qu’il pratiquait la religion protestante quand l’acte était encore en vigueur, les tribunaux ont reconnu que la révocation de l’acte ne pouvait avoir d’effets sur son statut puisqu’il avait déjà acquis la nationalité britannique auparavant. Tel est aussi le cas de Béatrix, reine des Pays-Bas de 1980 à 2013. 

## Source
- (en) Cet article est partiellement ou en totalité issu de l’article de Wikipédia en anglais intitulé « Sophia Naturalization Act 1705 » (voir la liste des auteurs).